# Conférence interafricaine de la prévoyance sociale
 (février 2022).
La Conférence interafricaine de la prévoyance sociale abrégée CIPRES, est une organisation intergouvernementale créée le 21 septembre 1993. C'est un organisme qui œuvre dans le domaine de la prévoyance sociale en Afrique. Le but de la CIPRES est d'accompagner les organismes de prévoyance sociale affiliés afin de garantir leur bonne gouvernance, leurs performances et leur pérennité,. Elle entend promouvoir, réguler et appuyer la protection sociale en Afrique et contribuer à relever les défis qui y sont inhérents.

## Historique
Le traité portant création de la Conférence Interafricaine de la Prévoyance Sociale (CIPRES) a été adopté le 21 septembre 1993 à Abidjan,. Il a été signé par les ministres des Finances et les ministres chargés de la prévoyance sociale des quinze États fondateurs,

## Mission
Lors de sa création, la Conférence interafricaine de la prévoyance sociale avait pour objectifs :
- établir des règles communes de gouvernance[7];
- instaurer une inspection des organismes de prévoyance sociale en vue de réguler leur fonctionnement dans le but mieux préserver les intérêts des assurés[8] ;
- effectuer des études et suggérer des propositions visant à harmoniser les cadres législatifs et réglementaires des organismes de prévoyance sociale[6] ;
- faciliter la mise en oeuvre, par des actions spécifiques au niveau régional, d’une politique de formation initiale et permanent des cadres e techniciens des organismes de prévoyance sociale dans les Etats membres[7],[5].

Les objectifs de la CIPRES ont été réévalués en 2014 pour intégrer :
- faire la promotion de la prévoyance sociale en Afrique et soutenir des actions visant à étendre les bénéfices de la protection sociale à toutes les populations dans les États membres ;
- établir un mécanisme d’appui, de conseil et de soutien aux organismes de prévoyance sociale affiliés des États membres[7].

## États membres

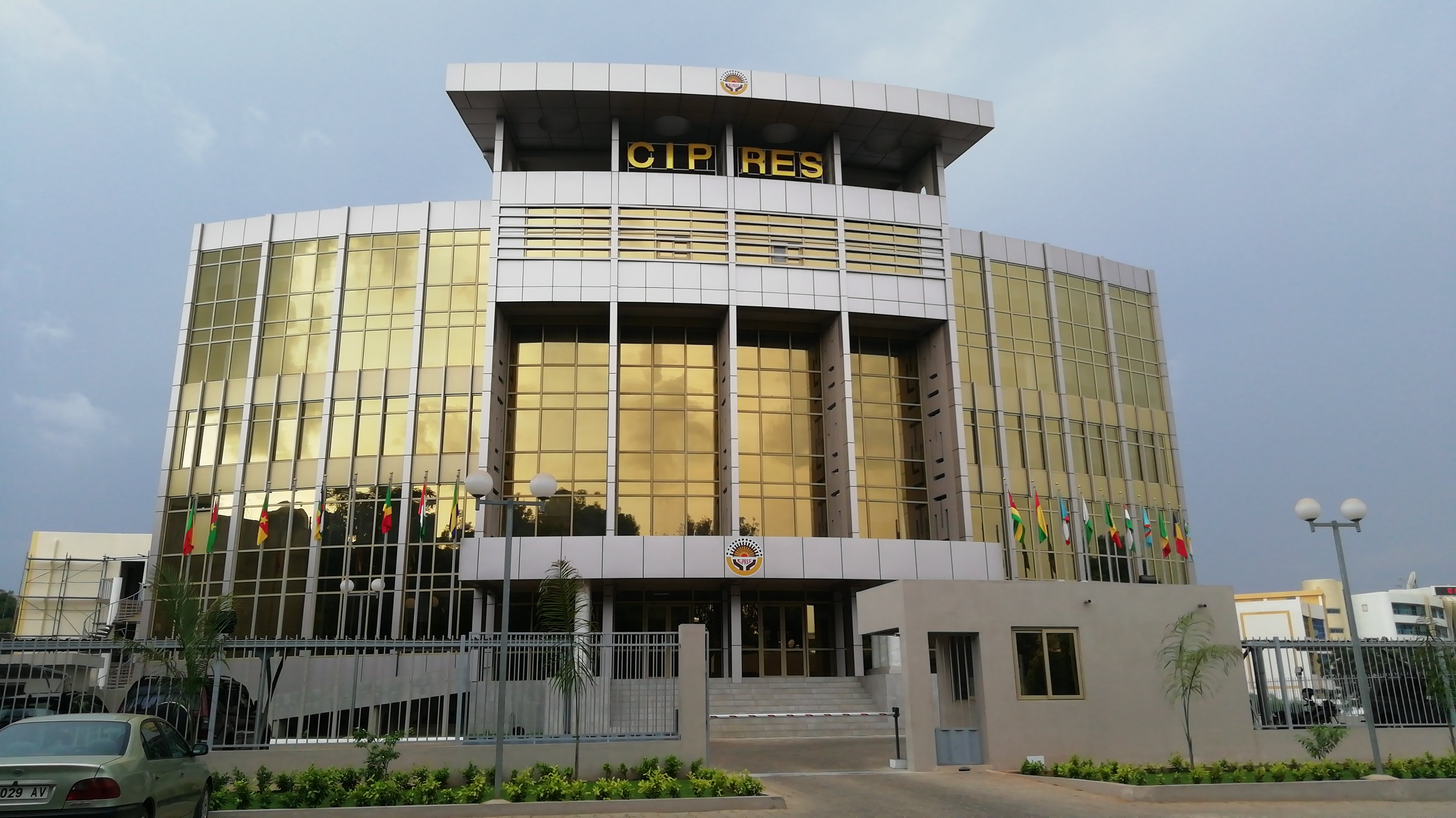
Siège de la CIPRES à Lomé, au Togo.

La CIPRES compte 17 États membres : 
- Bénin
- Burkina Faso
- Cameroun
- République centrafricaine
- Comores
- République du Congo
- Côte d'Ivoire
- Gabon
- Guinée équatoriale
- Guinée-Bissau
- Madagascar
- Mali
- Niger
- République démocratique du Congo
- Sénégal
- Tchad
- Togo

## Gouvernance
La CIPRES est composée de trois institutions principales :
- le conseil des ministres (principal organe de décision de la CIPRES) : il est constitué des ministres des différents États membres chargés de la prévoyance sociale dans leur pays respectif[9] et définit les politiques d’orientation[réf. nécessaire]
- la commission de surveillance : elle contrôle, surveille et veille à l'exécution des objectifs de la CIPRES[10]
- le secrétariat exécutif (Cécile Gernique Djukam Bouba) : il prépare, exécute, réalise et suit les actes et décisions adoptés par le conseil des ministres et la commission de surveillance de la CIPRES[11]